# 신재이
신재이(1985년 8월 12일 ~)은 대한민국의 대학 교수 및 모델이다

## 학력
- 서울예술고등학교 무용과 현대무용 (졸업)
- 한국예술종합학교 무용원 실기과 현대무용 (졸업)
- 이화여자대학교 대학원 의류학과 (졸업)

## 경력
- 2010년 서울종합예술전문학교 패션모델예술학부 겸임교수
- 2001년 패션쇼 SFAA 컬렉션 모델
- SPADEJAY AGENCY CEO